# Anisodactylus punctatipennis
Anisodactylus punctatipennis es una especie de escarabajo de tierra del género Anisodactylus, categorizada en la tribu Harpalini, de la subfamilia Harpalinae.

## Distribución
Se distribuye por Asia: China, Corea del Norte y Sur, Japón y Rusia.

## Taxonomía
Fue descrita por A. Morawitz en 1862.
Tratamiento taxonómico
La especie aparece registrada y publicada en Vorläufige Diagnosen neuer Carabiciden aus Hakodate. -. Bulletin de l'Académie Impériale des Sciences de St.-Pétersbourg, 5: 321-328. (St.Petersburg). (1862).